# Пабна-Садар
Пабна-Садар (бенг. পাবনা সদর, англ. Pabna Sadar) — подокруг на северо-западе Бангладеш. Входит в состав округа Пабна. Образован в 1872 году. Административный центр — город Пабна. Площадь подокруга — 443,90 км². По данным переписи 1991 года численность населения подокруга составляла 431 513 человек. Плотность населения равнялась 972 чел. на 1 км². Уровень грамотности населения составлял 29,1 %. Религиозный состав: мусульмане — 97,10 %, индуисты — 2,85 %, прочие — 0,05 %.